# Vršovice, Opava
Vršovice là một làng thuộc huyện Opava, vùng Moravskoslezský, Cộng hòa Séc.